# Still Screaming
Albums de Scream
'This Side U'
(1985)
Still Screaming est le premier album du groupe Scream, sorti en 1983 sur le label Dischord Records,.

## Liste des pistes
1. Came Without Warning
2. Bedlam
3. Solidarity
4. Your Wars/Killer
5. Piece of Her Time
6. Human Behavior
7. Stand
8. Fight/American Justice
9. New Song
10. Laissez-Faire
11. Influenced
12. Hygiene
13. Cry Wolf
14. Total Mash
15. Who Knows? Who Cares?
16. Amerarockers
17. U. Suck A./We're Fed Up
18. Ultraviolence/Screamin
19. Violent Youth

## Membres
- Scream
  - Peter Stahl - Chant
  - Franz Stahl - Guitares
  - Skeeter Thompson - Basse, Chant
  - Kent Stax - Batterie
- Ian MacKaye - Producteur
- Eddie Janney - Producteur
- Don Zientara - Producteur
- Jefferson Rogers - Producteur sur Ultraviolence/Screamin